# パラグアイ海軍
パラグアイ海軍（西：Armada Nacional Paraguaya）は、パラグアイの海軍。

## 概要
2018年時点で総員2,700人。
内陸国である為、パラグアイ水軍、パラグアイ内水軍もしくはパラグアイ河川軍が実態に近い。
パラグアイ海軍は国内をいくつかの海軍区に区分して、河川水路、湖水とそれらに所在する島の領土保全など防衛警備のほか、民間防衛、環境保護と修復、関係部門の統計、気象観測、水運行政、国際平和維持活動に参加している。

## 組織
海軍総司令官（Comandante Jefe del Armada）の下、以下の職位・組織がある。
- 海軍総司令部（Comando de la Armada）
  - 海軍工廠資材局（Direccion del Material y Arsenal de Marina）
  - 戦隊司令部（Comando de la Flota de Guerra）
  - 戦闘支援司令部（Comando de Apoyo de Combate）
  - 海軍航空司令部（Comando de la Aviacion Naval）

海軍航空隊
人員約100人から成る。
海兵隊
人員約900人、うち徴集兵200人、4個大隊から成る。

## 階級
| 士官           |                       |      |
| 海軍大将       | Almirante             | OF-9 |
| 海軍中将       | Vicealmirante         | OF-8 |
| 海軍少将       | Contralmirante        | OF-7 |
| 海軍大佐       | Capitán de Navio      | OF-5 |
| 海軍中佐       | Capitán de Fragata    | OF-4 |
| 海軍少佐       | Capitán de Corbeta    | OF-3 |
| 海軍大尉       | Teniente de Navio     | OF-2 |
| 海軍中尉       | Teniente de Fragata   | OF-1 |
| 海軍少尉       | Teniente de Corbeta   | OF-1 |
| 海軍士官候補生 | Guardia Marina        | OF-D |
| 下士官         |                       |      |
| 兵曹長         | Suboficial Principal  | OR-9 |
| 上級上等兵曹   | Suboficial Mayor      | OR-8 |
| 上等兵曹       | Suboficial de Primera | OR-7 |
| 1等兵曹        | Suboficial de Segunda | OR-6 |
| 2等兵曹        | Maestre               | OR-5 |
| 兵卒           |                       |      |
| 水兵長         | Cabo Primero          | OR-4 |
| 1等水兵        | Cabo Segundo          | OR-3 |
| 2等水兵        | Dragoneante           | OR-1 |

## 主要基地・施設
- バイーア・ネグロ海軍基地（Bahía Negra、パラグアイ川）
- シウダー・デル・エスト海軍基地（Ciudad del Este、パラナ川）
- エンカルナシオン海軍基地（Encarnación、パラナ川）
- サルト・デル・グアイラ海軍基地（Salto del Guairá、パラナ川）
- イタ＝ピル海軍基地（Ita-Piru、パラナ川）
- プエルト・サホニア海軍工廠 (Puerto Sajonia)
- アスンシオン国際空港（航空部隊）

## 装備

### 艦艇

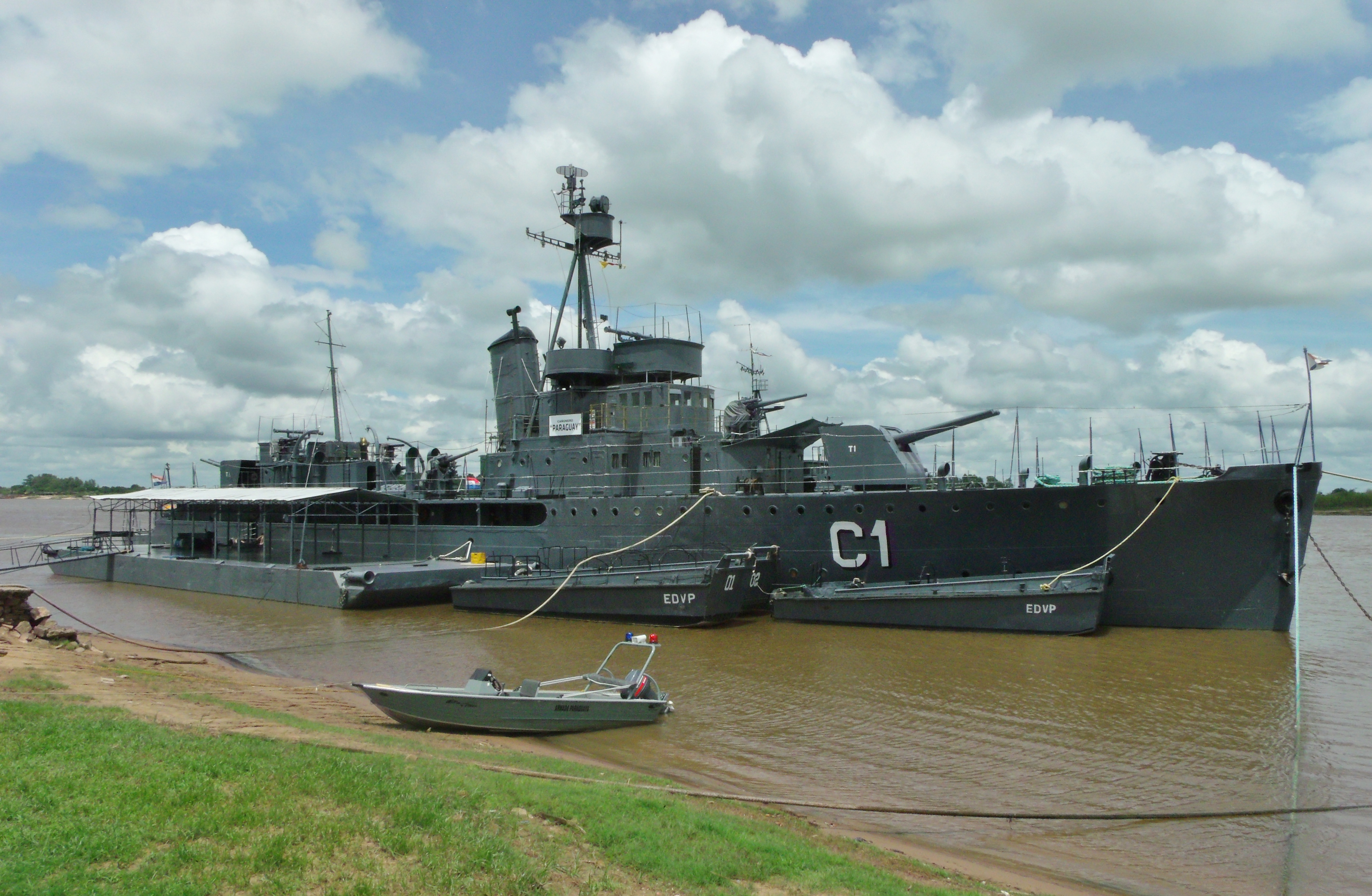
哨戒艦（河川砲艦）「パラグアイ」　自力での外洋航行も可能であった。2隻配備され、うち1隻は退役してアスンシオンに展示されている。

2011年6月現在。『Jane's Fighting Ships 2011-2012』より。
過去に就役した艦艇については「パラグアイ海軍艦艇一覧」を参照。
哨戒艇
- パラグアイ（C1 Paraguay） - 1931年
- （P05 Itaipú） - 1985年
- Bouchard級×2

（P02 Nanawa） - 1937年
（P04 Teniente Farina） - 1939年
- （P01 Capitán Cabral） - 1908年
- 改Hai Ou型×2

（P06 Capitán Ortiz）、（P07 Teniente Roblles）
- Novatec型×2

（P08 Yhaguy）、（P09 Tebicuary）
- P07級×5

P107 - 1989年
LP08-09 - 1990年
LP10-11 - 1991年
- 701型×6

（LP01 Miguel Sotoa）、LP101、（LP102 Manuel Trujillo）、P103、LP104、P106
車両兵員揚陸艇（LCVP）
- EDVP1級×3

EDVP1-3
ポンプ船
- （Teniente Oscar Carreras Saguier）

クレーン船
- （Grua Flotante）

浮ドック
- （Dique Flotante）

艀・ランチ
- （Teniente Cabrera）
- （LPH01 Subofical Lesme）

支援艇
- Arsenal 1級×2

Arsenal 1-2
大統領ヨット
- （3 de Febrero）

輸送艇
- （T1 Teniente Herreros）

曳船
- 各型×3

（R4 Truinfo）、（R5 Angostura）、（R7 Esperanza）

### 航空機
2011年6月現在。『Jane's Fighting Ships 2011-2012』より。
固定翼機
- セスナ 150×2
- セスナ 206N×1
- セスナ 310H/K×1
- セスナ401A×1

回転翼機
- ユーロコプター HB350B エキュレイユ×2